# Freiungspitzen
Die Freiungspitzen sind eine Gruppe von drei Gipfeln in der Erlspitzgruppe im Karwendel auf dem Gebiet der österreichischen Gemeinde Zirl. Der höchste Gipfel, der Westgipfel, hat eine Höhe von 2332 m ü. A., der Mittelgipfel 2322 m ü. A. und der Ostgipfel 2302 m ü. A.

## Anstiege
Der Freiungen-Höhenweg (teilweise versicherter Höhenweg) zwischen der Nördlinger Hütte und dem Solsteinhaus führt an den Gipfeln vorbei, der Westgipfel der Freiungen kann einfach bestiegen werden.